# إيهاب كاظم
ايهاب كاظم مهاوش خليفاوي 1994م، هو لاعب كرة قدم عراقي محترف يلعب خط وسط في نادي الصناعة العراقي في الدوري الممتاز.

## مسيرته الدولية
استدعي للعب في كأس العالم تحت 20 سنة لكرة القدم 2013 وبطولة أتحاد غرب آسيا لكرة القدم 2014.

## روابط خارجية
- إيهاب كاظم على فرق كرة القدم الوطنية.كوم
- إيهاب كاظم  على سكروي